# Liedekerkebos

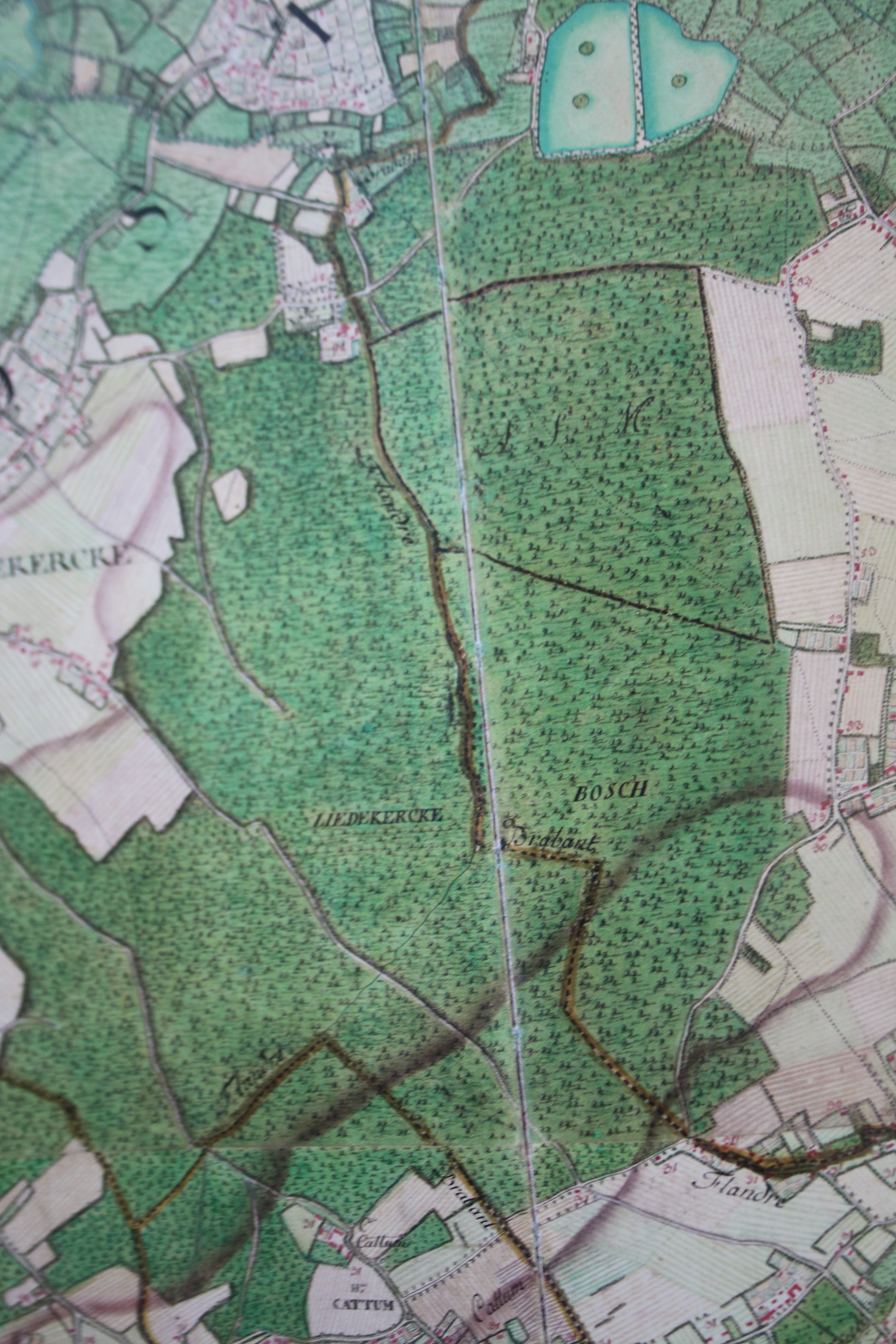
Liedekerkebos op de Ferrariskaart

Het Liedekerkebos is een bos- en natuurgebied in de Belgische gemeente Liedekerke. Het bos vormt samen met het kleinere Hertigembos het bijna 200 ha omvattende bos- en natuurcomplex Liedekerke- en Hertigembos. Het natuurgebied is Europees erkend als Natura 2000-gebied (Bossen van de Vlaamse Ardennen en andere Zuid-Vlaamse bossen).

## Algemene info
Het 120 ha grote bos is gedeeltelijk toegankelijk voor het publiek en staat bekend om zijn rijke aanbod aan recreatiemogelijkheden en natuurwaarden (o.a. voorjaarsbloeiers). Midden in het opengestelde deel van het bos werd met milieuvriendelijke speeltuigen een speelplein aangelegd. Het ontoegankelijke deel van het Liedekerkebos bestaat uit het oude, omrasterde ex-RTT-domein dat nu een bosreservaat is.

## Fauna
Het domein omvat ook een poel die in de zomer helemaal uitdroogt. Dit vormt een interessante biotoop voor kortschildkevers.

## Flora
In het Liedekerkebos zijn verschillende loofbomen te onderscheiden zoals populier, hazelaar, tamme kastanje, Amerikaanse eik, zomereik, lijsterbes, zwarte els, haagbeuk en gewone esdoorn.